# Ribellione della Tessaglia (1600)
La ribellione della Tessaglia fu una rivolta greca contro l'Impero ottomano in Tessaglia (il sangiaccato di Tirhala) nel 1600-01 guidata dal vescovo Dionisio di Larissa.

## Storia
Educato in Italia, e prestando servizio dal 1592 come vescovo metropolita di Larissa (sebbene avesse sede a Trikala, poiché Larissa era scarsamente cristiana), Dionisio nel 1598 aveva inviato un monaco da Giannina nella Repubblica di Venezia per sollecitare la comunità greca dell'area richiedendo munizioni e armi a Rodolfo II, imperatore del Sacro Romano Impero, Filippo III di Spagna e papa Clemente VIII per una ribellione greca. I capi cristiani ortodossi avevano chiesto aiuto alle potenze occidentali negli anni precedenti (nel Banato, a Himara e in Erzegovina). Nel 1599 o all'inizio del 1600, gli abitanti dell'Epiro, della Macedonia e della Tessaglia assicurarono al Papa tramite corrispondenza che erano pronti a morire per il cristianesimo e gli chiesero di insorgere contro l'Impero ottomano, per salvarli dal "tiranno implacabile". Sebbene la missione fosse considerata un fallimento, Dionisio fu persistente e iniziò a trattenere l'imposta elettorale e le entrate ecclesiastiche che in realtà dovevano essere consegnate al Patriarcato ortodosso. Nel 1600 i tessalioti rifiutarono di pagare il tributo (haraç) alla Porta, provocando una sanguinosa repressione da parte dei turchi attraverso dure rappresaglie. Furono giustiziati laici e sacerdoti, incluso il vescovo Serapheim di Phanari (che in seguito fu proclamato nuovo martire).